# Félix Lecoy
Félix Lecoy (Túnez, 23 de diciembre de 1903 - París, 23 de noviembre de 1997), romanista (especialista en lenguas romances) e hispanista francés.

## Biografía
Fue antiguo alumno de la École Normale Supérieure desde 1923, agregado de gramática, doctor en Letras con la tesis Recherches sur le Libro de buen amor de Juan Ruiz y sucesivamente profesor en los liceos de Túnez (1927) y Argel (1933), en la Facultad de Letras de Dijon (1938) y en el Collège de France (1947). En ese mismo año fue nombrado director de estudios en filología románica en la École Pratique des Hautes Études y fue hecho administrador de la Sociedad de Antiguos Textos Franceses. En 1961, a la muerte de Mario Roques, le sucedió como director de Romania que habían fundado en 1872 Gaston Paris y Paul Meyer; con este cargo asumió el de la colección de los Classiques Français du Moyen Age. Fue miembro de la Academia de Inscripciones y Lenguas Antiguas en 1966 y miembro del consejo científico de la Casa de Velázquez en 1962. Fue oficial de la Legión de Honor.

## Obra
Destacó como un sabio medievalista, experto en las fuentes del Libro de Buen Amor y editor de textos como la Bible au seigneur de Berzé, el Conte du Graal de Chrétien de Troyes, el Roman de la Rose de Guillaume de Lorris y Jean de Meun, el Roman de la Rose ou de Guillaume de Dole de Jean Renart, el Lai de l'Ombre también de este último, el Tristán de Thomas, la Vie des Pères etcétera. En el momento de su desaparición preparaba una edición del Partonopeu de Blois. Publicó ampliada su tesis con el título Recherches sur le Libro de buen Amor de Juan Ruiz (Paris: E. Droz, 1938).